# Jezernice (Bośnia i Hercegowina)
Jezernice (cyr. Језернице) – wieś w Bośni i Hercegowinie, w Republice Serbskiej, w gminie Višegrad. W 2013 roku liczyła 7 mieszkańców.